# Cova de Tabun
La cova de Tabun és un jaciment arqueològic situat a la reserva natural de Nahal Me'arot, a Israel. És un dels jaciments d'evolució humana al Mont Carmel, que va ser proclamat Patrimoni de la Humanitat per la UNESCO el 2012.

## Història
Juntament amb els llocs propers d'El Wad, Jamal i Skhul, Tabun forma part de la Reserva Natural de Nahal Me'arot, un parc nacional i Patrimoni de la Humanitat per la UNESCO.
La cova va ser ocupada de manera intermitent durant el Paleolític inferior i mitjà (fa entre 500.000 i 40.000 anys). En el transcurs d'aquest període, a la cova s'hi van anar acumulant dipòsits de sorra, llim i argila de fins a 25 m. Les excavacions suggereixen que presenta una de les seqüències més llargues d'ocupació humana al Llevant. Dorothy Garrod va dirigir les excavacions el 1929, i durant 22 mesos va anar establint la seqüència d'ocupació d'aquest i d'altres jaciments de la zona. Va ser durant aquestes excavacions que una dona, Yusra, reclutada d'un poble local, va fer el descobriment del crani de neandertal Tabun C1.

## Dipòsits
Els dipòsits més primerencs, els més baixos, de la cova contenen grans quantitats de sorra marina. Això i les restes de pol·len trobades suggereixen un clima relativament càlid en aquell moment. El desglaç de les glaceres que cobrien gran part del globus va provocar que el nivell del mar augmentés i que la costa mediterrània avancés . La plana litoral era aleshores més estreta del que és avui, i estava coberta de vegetació de sabana.

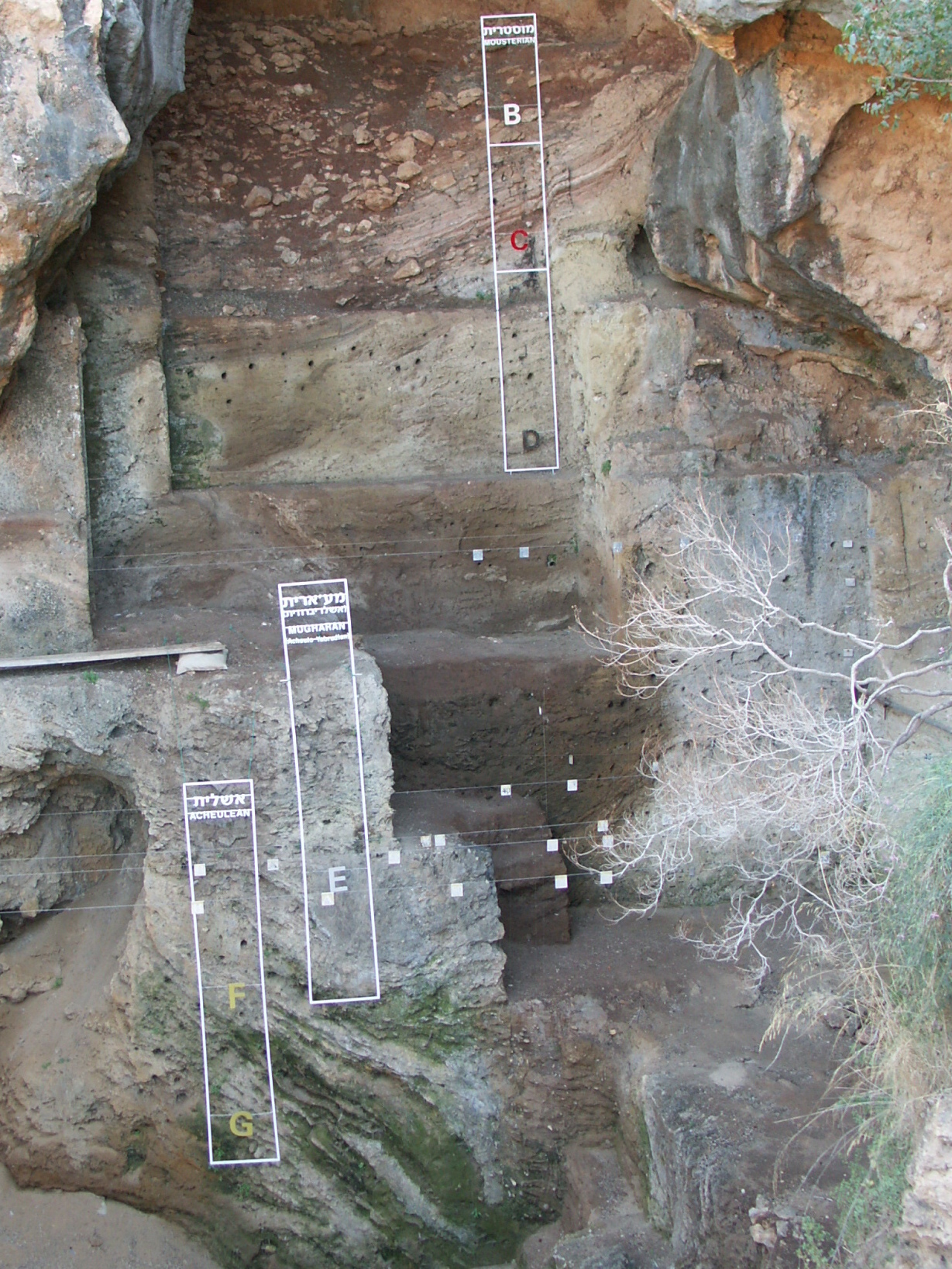
Estratigrafia mostrada a Tabun.

Els habitants de les cavernes d'aquella època utilitzaven destrals de sílex o pedra calcària per matar animals (gaseles, hipopòtams, rinoceronts, etc) i per extreure arrels de plantes. A mesura que les eines milloraven amb el pas del temps, les destrals de mà es van fer més petites i van adquirir millor forma, i probablement van començar a utilitzar-se rascadors fets d'ascles gruixudes de nuclis de sílex per raspar la carn dels ossos i per processar pells d'animals.
Els nivells superiors de la cova de Tabun estan formats principalment per argila i llim, cosa que indica que prevalgué un clima més fred i humit a mesura que les glaceres es formaven una vegada més; aquest canvi va donar lloc a una franja costanera més ampla, coberta per boscos densos i pantans. Les restes materials dels estrats superiors de la cova són de la cultura mosteriana (200.000 - 45.000 anys). Predominen en aquests nivells petites eines de sílex fetes d'ascles primes, moltes produïdes amb la tècnica Levallois. Les eines típiques de la cultura mosteriana presenten puntes allargades, i inclouen ascles de diverses formes que s'utilitzen com a rascadors i com a eines denticulades utilitzades per tallar i serrar.

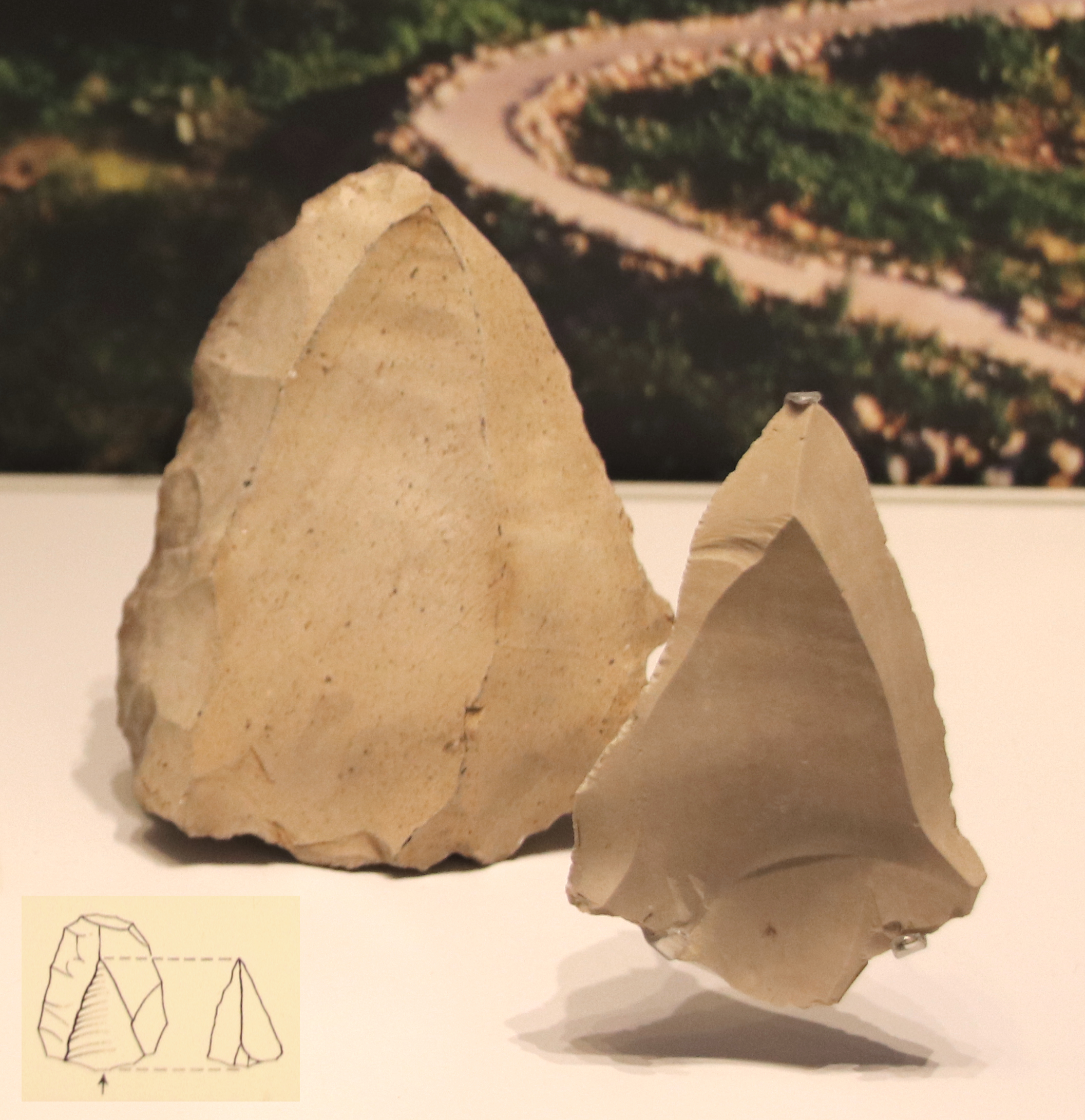
Puntes i puntes de llança fetes a partir d'un nucli de pedra de sílex (tècnica Levallois) trobades a la cova de Tabun (250.000-50.000 BP).

Les excavacions del nord-americà Arthur Jelinek de 1967 a 1972 van donar més de 1.900 bifaços tant sencers com parcials. La major part del conjunt bifacial es pot atribuir a les indústries acheuliana tardana i yabrudiana.
El gran nombre d'ossos de dama trobat a les capes superiors de la cova de Tabun pot ser degut a l'obertura en forma de xemeneia a la part posterior de la cova que funcionava com a una trampa natural. És possible que els animals s'hi acostessin i hi caiessin.
Els arqueòlegs també van descobrir-hi percutors de fa 350.000 anys, que van ser utilitzats pels homínids per abrasar superfícies.

## Restes humanes

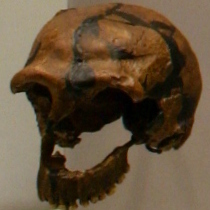
Tabun C1.

A la cova de Tabun s'hi van descobrir diversos fòssils, incloent un esquelet femení gairebé complet (Tabun C1) i una mandíbula (Tabun C2). Les atribucions taxonòmiques dels dos fòssils encara es discuteixen.
Durant les excavacions realitzades per l'equip de Dorothy Garrod, es van trobar ossos neandertals a la capa C o B: un esquelet gairebé complet d'una dona (Tabun 1 o Tabun C1); aquestes restes es van traslladar al Museu d'Història Natural (Londres); l'equip també va trobar una mandíbula inferior d'un individu masculí (Tabun 2 o Tabun C2), que es troba al Museu Rockefeller de Jerusalem, les característiques del qual són properes al tipus neandertal, que daten de fa uns 120.000 anys. És una de les restes d'esquelets humans més antigues trobades mai a Israel.
Un estudi de 2014 sobre objectes a Tabun suggereix que els humans hi van fer servir foc de forma regular des de fa aproximadament 350,000 anys.